# المجلس العسكري للخلاص الوطني
المجلس العسكري للخلاص الوطني هو حكومة عسكرية استولت على السلطة في جمهورية موريتانيا الإسلامية في عام 1979. تم تثبيت المجلس من قبل محمد خونه ولد هيداله، أحمد ولد بوسيف و زملائه الضباط في النظام الداخلي/العسكري وذلك إبان الانقلاب يوم 6 أبريل عام 1979 والذي أطاحَ بالعقيد المصطفى ولد محمد السالك من المجلس العسكري للإنعاش الوطني من السلطة الفعلية. حلّ محله حينها محمد محمود ولد لولي وذلك في أيار/مايو 1979 ثم سيطرَ على كامل الصلاحيات التي كان يتمتعُ بها المخلوع معاوية ولد سيدي أحمد الطايع. بقي المجلس العسكري للخلاص الوطني كمؤسسة دولة حتى عام 1992 عندما أدخل الطايع نظام متعدد الأحزاب وهو نفسه الذي فقد به السلطة عام 2005.
الإنجاز الرئيسي لهذا المجلس العسكري هو بسط السلام في الصحراء الغربية مع جبهة البوليساريو التي قاتلت موريتانيا منذ حكومة الرئيس المختار ولد داداه في عام 1975. اختار المجلس الانسحاب الكامل من الصراع بما في ذلك وادي الذهب كما اعترفَ بالبوليساريو كممثل للشعب الصحراوي مما تسبب له في أزمة مع المغرب الذي كان قد ضم الثلث الشمالي للصحراء الغربية بعدما واجه مقاومة صحراوية شرسة.